# Otiorhynchus infensus
Otiorhynchus infensus — вид долгоносиков-скосарей из подсемейства Entiminae.

## Описание
Жук длиной 4-5 мм. Имеет чёрный окрас, лапки красноватые. Верх в тонких, но вполне явственных волосках Рукоять усиков не толще жгутика, его сегменты поперечные, ширина их почти равна ширине булавы. Головотрубка короткая, без явственного киля. Переднеспинка в густых крупных точках. Надкрылья продолговато-овальные, с резкими бороздками, промежутки с рядом тонких точек.